# Van Amersfoort Racing
A Van Amersfoort Racing é uma equipe de automobilismo com sede nos Países Baixos foi fundada em 1975 por Frits van Amersfoort. A equipe compete atualmente no Campeonato de Fórmula Regional Europeia, no Campeonato de Eurofórmula Open, no Campeonato Italiano de Fórmula 4 e no Campeonato Alemão de ADAC Fórmula 4. Até 2018, competiu no Campeonato Europeu de Fórmula 3 da FIA.
No final de 2021, a Van Amersfoort Racing adquiriu os ativos de fórmula 2 e 3 da HWA Racelab e ingressou nas disputas dos Campeonatos de Fórmula 2 e  Fórmula 3 da FIA em 2022.